# Șieu, Maramureș
Șieu este satul de reședință al comunei cu același nume din județul Maramureș, Transilvania, România.

## Istoric
Prima atestare documentară: 1373 (Sayo). 

## Etimologie
Etimologia numelui localității: din hidron. Șieu < magh. Sajo (< ung. só, saj „sare” + jó „apă, pârâu”), care traduce top. rom. Râul Sărat, Apa Sărată sau Slatina. 

## Vezi și
- Biserica de lemn din Șieu